# ماريا فون تاسنادي
ماريا فون تاسنادي (16 نوفمبر 1911 - 19 مارس 2001) مغنية وممثلة مسرحية وسينمائية مجرية ، ولدت بإسم ماريا تاسنادي فيكيت واستخدمت مجموعة متنوعة من الأسماء المهنية بما في ذلك ماريا دي تاسنادي خلال مسيرتها المهنية .
وُلدت فون تاسنادي لأبوين من أصل مجري في ترانسيلفانيا عندما كانت من الإمبراطورية النمساوية المجرية. بعد أصبحت المنطقة رومانية بعد الحرب العالمية الأولى، هاجرت إلى المجر. كانت المشاركة المجرية في مسابقة ملكة جمال أوروبا عام 1931، وخسرت أمام المنافسة الفرنسي. انتقلت إلى فايمار بألمانيا وظهرت لأول مرة في فيلمها عام 1932.
ظهرت فون تاسنادي في خمسة وعشرين فيلمًا خلال مسيرتها المهنية.  بالإضافة إلى ألمانيا، عملت أيضًا في موطنها الأصلي المجر وإيطاليا حيث ظهرت في فيلم الحرب الوطنية بنغازي عام 1942. بعد الحرب العالمية الثانية، عملت لدى إذاعة أوروبا الحرة.  تزوجت المنتج السينمائي برونو دوداي.

## فيلموغرافيا مختارة
- عندما يحدد الحب الموضة (1932)
- زوجة الأب الطيبة (1935)
- الوتر النهائي (1936)
- رجال بلا وطن (1937)
- الخمس والأربعون (1939)
- امرأة من دون ماضي (1939)
- قلعة في ترانسيلفانيا (1940)
- محكمة مغلقة (1940)
- سراييفو (1940)
- إنذار (1941)
- أوروبا لا تجيب (1941)
- بنغازي (1942)
- رداء الحديث (1942)
- امرأة تنظر الى الوراء (1942)
- الجحيم الأصفر (1942)
- شاب كاروسو (1951)
- اندريه و أروليسولا (1955)